# دودی بگیر
«دودی بگیر» (به انگلیسی: Have a Cigar) نام یکی از ترانه‌های پینک فلوید و سومین آهنگ از آلبوم کاش اینجا بودی آن‌ها است که در سال ۱۹۷۵ منتشر شد. ترانه که شعر و آهنگ آن ساختهٔ راجر واترز است به نقد نیرنگ‌ها و حرص و طمع موجود در صنعت موسیقی آن سال‌ها می‌پردازد و شرح حال موسیقی راک دههٔ ۷۰ میلادی است که از دید واترز به یک «تجارت بزرگ» تبدیل شده‌است.

## ساخت و ضبط
«دودی بگیر» با نوای فیلتر شدهٔ گیتار و باس آغاز می‌شود. به مرور و با اضافه شدن درامز، کیبرد، گیتارهای مکمل و آواز، گیتار و باس اولیه به تکرار آنچه که در ابتدای آهنگ شنیده می‌شد ادامه می‌دهند. بخش پایانی ترانه با یک سولوی گیتار -تقریباً- ۲ دقیقه‌ای همراه است که در نهایت صدای‌اش در میان نویز حاصل از تغییر موج رادیو گم می‌شود و با تغییر ایستگاه رادیویی، ترانهٔ بعدی - «کاش اینجا بودی» - آغاز می‌شود.

### خواندن آهنگ
آواز «دودی بگیر» را روی هارپر در استودیوی شمارهٔ ۳ ابی رود استودیوز برای پینک فلوید اجرا کرد. در ابتدا قرار بود راجر واترز خوانندهٔ این اثر باشد اما صدای او پس از ضبط آهنگ «بدرخش ای الماس مجنون» خدشه‌دار شد و گیلمور هم از خواندن «دودی بگیر» امتناع کرد. بالاخره روی هارپر که همان موقع و در استودیوی شمارهٔ ۲ ابی رود سرگرم ضبط آلبوم خودش با نام HQ بود پذیرفت که این آهنگ را برای‌شان اجرا کند. هارپر یک بار دیگر در همان سال و در نب‌ورث فستیوال این آهنگ را همراه با اعضای پینک فلوید اجرا کرد. «دودی بگیر» یکی از دو آهنگ پینک فلوید است که خواننده‌ای به غیر از اعضای ثابت گروه نسخهٔ استودیویی آن را اجرا کرده‌است.

## مشارکت کنندگان در ساخت آهنگ
- راجر واترز - گیتار بیس، آهنگ‌ساز و شعر
- دیوید گیلمور - گیتار الکتریک، کیبرد
- ریچارد رایت - سینث‌سایزر، ورلیتزر الکتریک پیانو
- نیک میسن - درامز
- روی هارپر - خواننده